# 米夏埃拉·多夫迈斯特
米夏埃拉·多夫迈斯特（德語：Michaela Dorfmeister，1973年3月25日—），奥地利女子高山滑雪运动员。她曾代表奥地利参加1998年、2002年和2006年冬季奥林匹克运动会高山滑雪比赛，获得二枚金牌和一枚银牌。